# Лазарев, Лазарь Ильич
Лазарь Ильи́ч Ла́зарев (настоящая фамилия — Ши́ндель; 27 января 1924, Харьков — 29 января 2010, Москва) — российский литературный критик и литературовед; кандидат филологических наук (1954), доцент (1987). Заслуженный работник культуры РСФСР (1977).

## Биография
С осени 1942 — командир взвода, затем отдельной стрелковой роты в составе бригады морской пехоты 28-й армии, с июля 1943 — командир роты 116-го гвардейского стрелкового полка 5-й ударной армии. 27 августа 1943 тяжело ранен на Миусе, уволен из армии в апреле 1944 года в звании лейтенанта. Награждён орденом Отечественной войны I степени, орденом Отечественной войны II степени, медалями.
Окончил Ленинградское высшее военно-морское училище (1942), филологический факультет МГУ (1950) и аспирантуру при нём (1954).
Печатался с 1950 года. Кандидат филологических наук (1954), тема диссертации «Творчество К. Симонова».
Член Союза журналистов с 1959 года, Союза писателей СССР с 1960 года.
Работал в «Литературной газете» (1955—1961). C 1961 года — в журнале «Вопросы литературы», с 1992 до конца своих дней — его главный редактор.
Был художественным редактором фильмов А. Тарковского «Андрей Рублёв», «Солярис», «Зеркало».
С 1977 работал на факультете журналистики МГУ, был доцентом кафедры литературно-художественной критики и публицистики. Член Санкт-Петербургской Академии современного искусства бессмертных.
Похоронен на Введенском кладбище в Москве (20 уч.).

## Семья
- Жена — Надежда Яковлевна Мирова (1927—2009), учительница литературы в Пятьдесят седьмой школе в Москве[5][6]
  - Дочь — Ирина Лазаревна Щербакова (род. 1949), историк, правозащитница.
  - Дочь — Екатерина Лазаревна Шкловская-Корди (род. 1953), художница.
    - есть внуки

## Произведения

### Критика
- Драматургия К. Симонова. — М., Искусство, 1952.
- Поэзия военного поколения. — М., Знание, 1966.
- Военная проза Константина Симонова. — М., Художественная литература, 1974.
- Это наша судьба: Заметки о литературе, посвящённой Великой Отечественной войне. — М., 1978; 2-е изд., дополненное — 1983.
- Василь Быков: Очерк творчества. — М., Художественная литература, 1979 (на англ. яз. — 1987).
- Константин Симонов. — М., Художественная литература, 1985.
- То, что запомнилось. — М., Правда, 1990.
- Шестой этаж, или Перебирая наши даты. — М., 1999.
- Лазарев Л. И. Записки пожилого человека. Книга воспоминаний. — М.: Время, 2005. — 544 с. — ISBN 5-94117-058-0.
- Лазарев Л. И. Живым не верится, что живы... : Заметки о литературе, посвящённой Великой Отечественной войне. — М.: МИК, 2007. — 416 с. — ISBN 978-5-87902-144-8.

### Другие произведения
- Липовые аллеи [пародии]. М., 1966 (в соавторстве с Ст. Рассадиным и Бен. Сарновым, переизд. 2008)

## Награды и признание
- орден Отечественной войны I степени (11.03.1985)
- орден Отечественной войны II степени (29.06.1945)
- Заслуженный работник культуры РСФСР (1977).
- Премия фонда «Знамя» (1993).
- Член Русского ПЕН-центра (1995).
- Член Союза журналистов СССР (с 1959).
- Член Союза писателей СССР (с 1960).
- Пенсия Президента РФ (с 1995).
- АРСС (1997).
- Председатель комиссии по литературному наследию И. Черноуцана (1990).
- Член общественной редколлегии издания серии «Судьбы книг».
- Член редсовета ежемесячника «Накануне» (с 1995).
- Член редсовета журнала «Русский еврей» (с 1996).